# Eugeniusz Doboszyński
Eugeniusz Wiesław Doboszyński (ur. 10 października 1885 w Stanisławowie, zm. 2 maja 1942 we Lwowie) – prawnik, starosta w okresie II Rzeczypospolitej,

## Życiorys
Urodził się 10 października 1885 w Stanisławowie, w rodzinie Włodzimierza i Antoniny z Knollów. Był absolwentem gimnazjum w Stanisławowie (1903) i Wydziału Prawa Uniwersytetu Lwowskiego (1907), uzyskał tytuł naukowy doktora.
W latach 1907–1912 pracował jako kandydat notarialny i adwokacki, następnie jako urzędnik: od kwietnia 1912 do grudnia 1914 i od lutego 1916 do maja 1916 w starostwie powiatowym w Turce, od maja 1916 do grudnia 1920 w Namiestnictwie Galicji, od grudnia 1920 ponownie w starostwie powiatowym w Turce, od marca 1929 kierował tym starostwem, starostą powiatu turczańskiego został 14 grudnia 1929. Od 8 stycznia 1936 do września 1939 był starostą powiatu mościskiego.
Od 1925 był mężem Heleny Rodzińskiej.
Zmarł 2 maja 1942 we Lwowie, został pochowany na Cmentarzu Łyczakowskim.

## Ordery i odznaczenia
- Medal Dziesięciolecia Odzyskanej Niepodległości[2]
- Brązowy Medal za Długoletnią Służbę[2]